# Durazno (Entre Ríos)
Durazno é uma junta de governo da província de Entre Ríos, na Argentina.